# اوسابورو هیداکا
اوسابورو هیداکا (به انگلیسی: Usaburo Hidaka) بازیکن فوتبال اهل ژاپن و عضو تیم ملی فوتبال ژاپن است که در تاریخ ۲۳ مه ۱۹۲۳ میلادی اولین بازی ملی‌اش را انجام داد. او در ۲ بازی ملی حضور داشت و آخرین بازی ملی خود را در تاریخ ۲۴ مه ۱۹۲۳ میلادی انجام داد. اوسابورو هیداکا در بازی‌های ملی‌اش
گلی به ثمر نرساند.